# Porphyrospiza alaudina
El yal platero  (Porphyrospiza alaudina), también denominado fringilo platero o simplemente platero (en Argentina y Chile), frigilo colifajeado (en Ecuador) o fringilo de cola bandeada (en Perú), es una especie de ave paseriforme de la familia Thraupidae perteneciente al género Porphyrospiza, anteriormente situada en Phrygilus. Es nativo del oeste de América del Sur.

## Distribución y hábitat
Se distribuye a lo largo de la cordillera de los Andes desde el norte de Ecuador (Carchi), por Perú, Bolivia, hasta el noroeste de Argentina y centro de Chile (de Atacama hasta Valdivia), también localmente en regiones costeras del suroeste de Ecuador y noroeste de Perú y en Chile, y en las sierras de Córdoba en Argentina.
Esta especie puede ser poco común o localmente bastante común, en sus hábitats naturales: las zonas de matorral de los altiplanos áridos, desérticos, con vegetación dispersa y las laderas de las montañas, principalmente entre 1500 y 3500 m de altitud.

## Sistemática

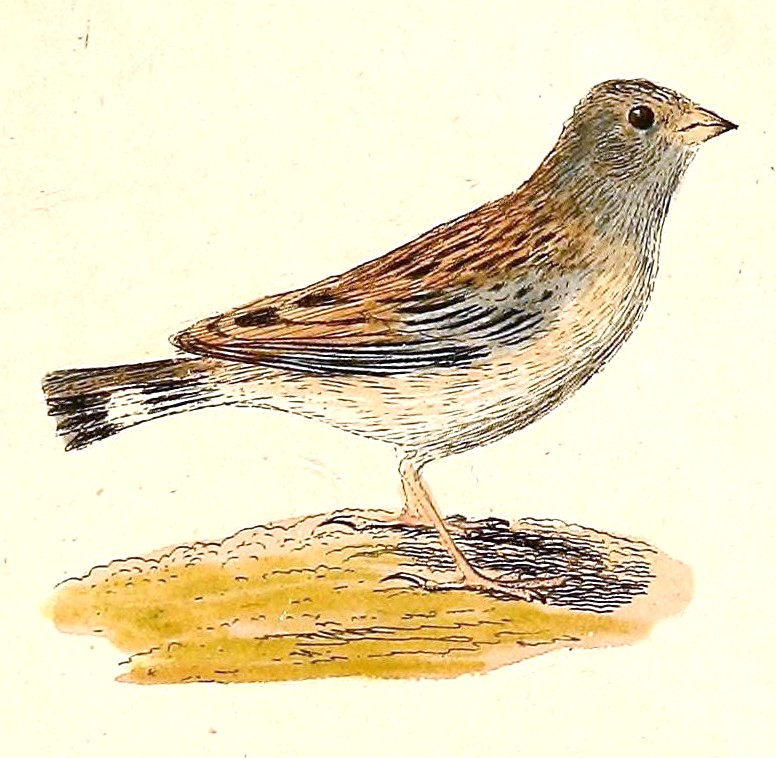
Fringilla alaudina, hembra, ilustración en Kittlitz Kupfertafeln zur Naturgeschichte der Vögel, 1832.

### Descripción original
La especie P. alaudina fue descrita por primera vez por el naturalista alemán Friedrich Heinrich von Kittlitz en 1833 bajo el nombre científico Fringilla alaudina; la localidad tipo es «Valparaíso, Chile».

### Etimología
El término femenino Porphyrospiza se construye con palabras en el idioma griego, en donde: «porphyros» significa «de color púrpura», y «σπσα spiza», que es el nombre común del pinzón vulgar (Fringilla coelebs), vocablo comúnmente utilizado en ornitología cuando se crea un nombre de un ave que es parecida a un pinzón; y el nombre de la especie «alaudina» proviene del latín «alaudinus» y significa «que se parece con una Alauda».

### Taxonomía
Tradicionalmente, la presente especie y P. carbonaria se incluían en el género Phrygilus, que ya se demostraba ser altamente polifilético; de acuerdo con los estudios genéticos y las características externas, según el trabajo de Campagna et al. 2011, podían distinguirse cuatro grupos bien diferenciados. Uno de estos grupos era formado por las entonces Phrygilus fruticeti, P. carbonarius, y la presente, que se demostró ser parientes próximas de Porphyrospiza caerulescens, de la cual los dos últimos se habían escindido alrededor de 4 Ma y bien distantes del resto de las especies entonces en aquel género. 
En la propuesta N° 507 al Comité de Clasificación de Sudamérica (SACC), posteriormente rechazada, se propuso transferir las tres especies a un género resucitado Rhopospina.
Más recientemente, publicaciones de filogenias completas de grandes conjuntos de especies de la familia Thraupidae basadas en muestreos genéticos, Burns et al. (2014) y Barker et al. (2015), suministraron las bases para la recomendación hecha por Burns et al. (2016), que fue resucitar Rhopospina exclusivamente para P. fruticeti y Corydospiza Sundevall, 1872 para P. alaudinus y P. carbonarius. Esta fue la posición adoptada por Aves del Mundo (HBW) y Birdlife International (BLI). Sin embargo en la Propuesta N° 730 parte 02 al SACC se prefirió la alternativa de transferir las dos especies al género Porphyrospiza, lo que fue seguido por el Congreso Ornitológico Internacional (IOC) y Clements Checklist/eBird v.2019.
Los datos presentados por los amplios estudios filogenéticos recientes comprobaron que la presente especie es hermana de Porphyrospiza carbonaria y el par formado por ambas es hermano de Porphyrospiza caerulescens  y que este clado es pariente próximo de Rhopospina fruticeti.

### Subespecies
Según las clasificaciones del IOC y Clements Checklist/eBird se reconocen seis subespecies, con su correspondiente distribución geográfica:
- Porphyrospiza alaudina bipartita (J.T. Zimmer), 1924 – Andes del oeste de Ecuador y Perú (hacia el sur hasta Arequipa).
- Porphyrospiza alaudina humboldti (Koepcke), 1963 – litoral del sur de Ecuador y norte de Perú (al sur hasta Piura).
- Porphyrospiza alaudina bracki (O'Neill & T.A. Parker), 1997 – centro de Perú (valles interandinos áridos del alto río Huallaga).
- Porphyrospiza alaudina excelsa (Berlepsch), 1907 – Andes del sur de Perú (Puno) y Bolivia.
- Porphyrospiza alaudina alaudina (Kittlitz), 1833 – Andes de Chile (de Atacama a Valdivia).
- Porphyrospiza alaudina venturii (Hartert), 1909 – Andes de Argentina (desde Jujuy y Salta hasta Tucumán y oeste de Córdoba).